# 西彼杵道路

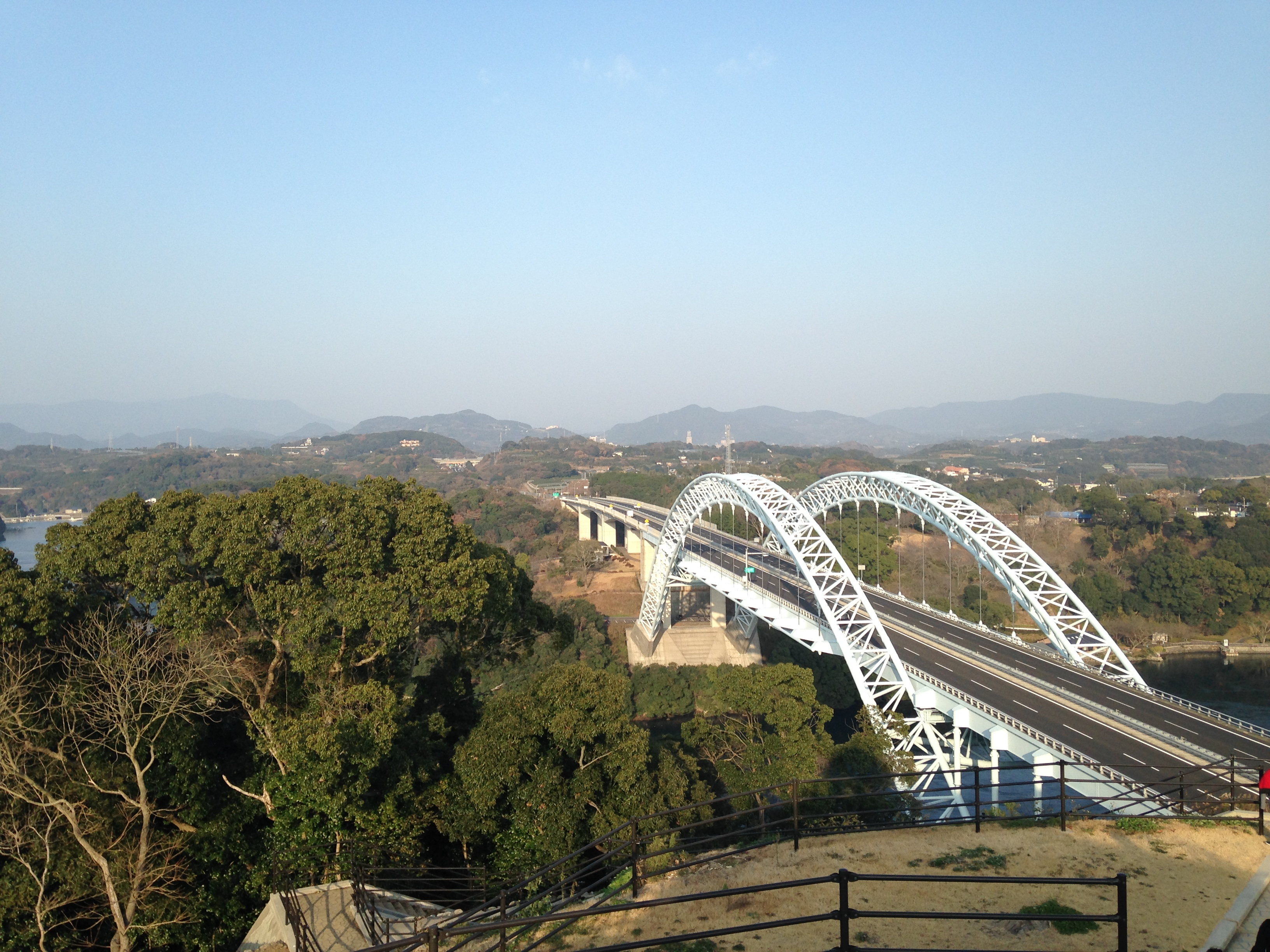
新西海橋と佐世保方面に続く西海パールライン（西海市・西海の丘展望台より望遠）

西彼杵道路（にしそのぎどうろ）は、現在長崎県佐世保市から西彼杵半島を経て長崎県西彼杵郡時津町までの区間で建設中の一般有料道路、地域高規格道路。西海パールラインも本道の一部。

## 概要
計画では佐世保市から時津町に至る延長およそ50キロメートル(km)の地域高規格道路で、佐世保市と長崎市を1時間以内で結ぶことを目指し、西彼杵半島の交通強化による地域活性化や緊急輸送路確保に寄与するとされている。
最初の区間は1998年11月に江上バイパスI期区間が西海パールライン有料道路として供用開始、2006年3月には仮称・第二西海橋として建設された新西海橋を含む区間が延伸するなど数次に亘って延長されているが、2023年2月時点で計画区間に対する供用率は38%となっている。
2023年2月時点で、国道202号および国道206号のバイパスとして指方IC（佐世保市指方町） - 大串IC（西海市西彼町大串）間の14.2 kmが、県道奥ノ平時津線の新道として日並IC（時津町日並郷） - 時津IC（時津町野田郷）間の3.4 kmがそれぞれ開通している。このうち、江上IC（佐世保市江上町） - 小迎IC（西海市西彼町小迎）間が西海パールライン有料道路となっている。
開通当初は西海パールラインのみで構成されていたためか、指方バイパス・小迎バイパスすべてひっくるめて「パールライン」と呼ばれる事もある。

## 今後の展望
長崎県の資料によると佐世保 - 長崎間の所要時間は、長崎自動車道を経由するルートで現状の1時間16分に対して、西彼杵半島経由のルートでは西彼杵道路建設以前に2時間13分だった（2023年3月時点では1時間29分）。これが完成後は54分に短縮される見込み。
佐世保側では西九州自動車道佐世保大塔ICに接続する計画。時津ICでは現時点で臨港道路を経由して川平有料道路に連絡しており、将来的には長崎南北幹線道路と接続し長崎市中心部へと連絡する計画。

## インターチェンジなど
- 全区間長崎県内に所在。
- IC番号欄の背景色が■である部分については道路が供用済みの区間を示す。施設名欄の背景色が■である部分は施設が供用されていない、または完成していないことを示す。未開通区間の名称は仮称である。

凡例
IC : インターチェンジ、PA : パーキングエリア、TB : 本線料金所
| -                          | （佐世保大塔IC）         |                               |  |  | 佐世保市 |
| この間 計画区間            |                          |                               |  |  | 佐世保市 |
|                            | 指方IC                   | 国道202号（現道）             |  |  | 佐世保市 |
|                            | 江上IC                   | 長崎県道141号ハウステンボス線 |  |  | 佐世保市 |
|                            | 高畑PA                   |                               |  |  | 佐世保市 |
|                            | 針尾IC/TB                | 国道202号（現道）             |  |  | 佐世保市 |
|                            | 小迎IC                   | 国道202号（現道）             |  |  | 西海市   |
|                            | 大串IC                   | 国道206号（現道）             |  |  | 西海市   |
| -                          | 白似田IC                 | 国道206号（現道）             |  |  | 西海市   |
| この間 計画区間            |                          |                               |  |  |          |
| -                          | 長浦 - 日並 環境影響評価 | 長浦 - 日並 環境影響評価      |  |  | 長崎市   |
|                            | 日並IC                   |                               |  |  | 時津町   |
|                            | 時津IC                   | 臨港道路畝刈時津線            |  |  | 時津町   |
| 長崎南北幹線道路に接続予定 |                          |                               |  |  |          |

## 道路仕様と各事業区間
全線を設計速度80 km/h・第1種第3級の自動車専用道路とする設計。新西海橋のみ当初から4車線、それ以外の区間は暫定2車線での供用。
佐世保大塔IC - 指方IC間（約6 km）、白似田IC - 日並IC間（約23 km）は未着手（調査中）の区間。
接続する長崎南北幹線道路の未供用区間である、時津IC - 滑石IC（仮称）間1.7 kmは主要地方道長崎畝刈線（滑石工区）として、その先の滑石IC（仮称） - 茂里町IC（仮称）間5.3 kmも都市計画道路長崎時津縦貫線として、それぞれ事業中。

### 国道202号指方バイパス
2011年6月開通。
- 指方IC - 江上IC
- 延長: 2.8 km[4]

### 国道202号江上バイパス
1998年11月30日開通（I期）、2006年3月延伸開通（II期）。西海パールライン有料道路の区間。
- 江上IC - 小迎IC
- 延長: 4.7 km[4]

### 国道206号小迎バイパス
2013年3月開通。
- 小迎IC - 大串IC
- 延長: 6.1 km[4]

### 国道206号大串白似田バイパス
事業中。
- 大串IC - 白似田IC
- 延長: 6.6 km[5]。

### 一般県道奥ノ平時津線（時津工区）
長崎県道204号奥ノ平時津線として建設された区間。2023年2月18日に開通。
時津ICを降りて臨港道路畝刈時津線に接続し、同路線の井手園交差点で川平有料道路へと連絡する。時津工区の工事と合わせ、同交差点の改良も行われている。
- 日並IC - 時津IC
- 延長: 3.4 km[4]

## 主なトンネル・橋梁
- 指方トンネル（1590 m）
- 新西海橋（620 m）[2]
- 時津トンネル（1728 m）[4]